# الدعاية البوليفارية

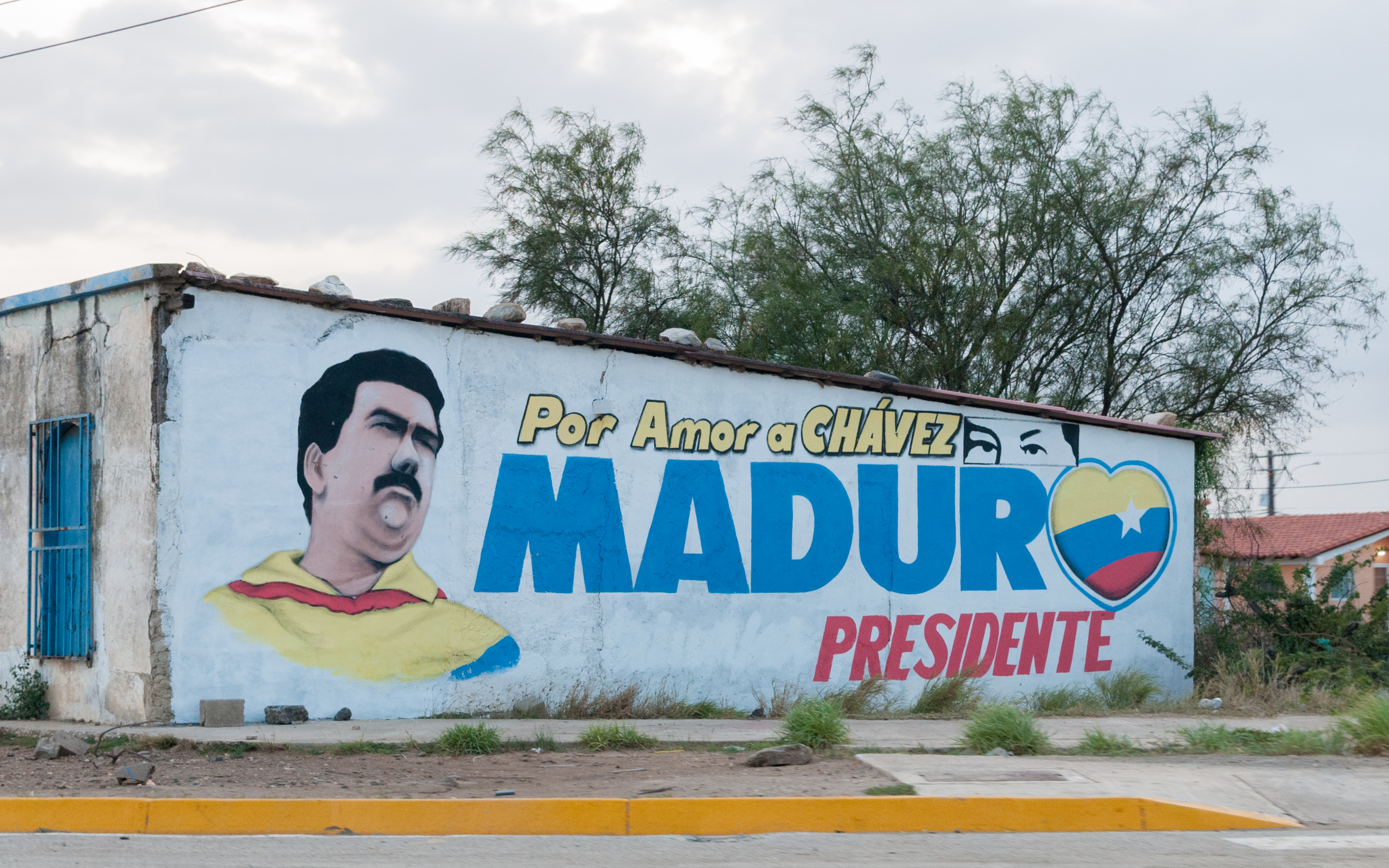

البروباغندا البوليفارية (المعروفة أيضًا باسم بروباغندا تشافيز) هي شكل من أشكال البروباغندا القومية، خاصة في فنزويلا، التي تستخدم المثل العليا التي يتبناها سيمون بوليفار، الذي ساعد فنزويلا ودول أمريكا اللاتينية الأخرى في الاستقلال عن إسبانيا، لاستغلال المشاعر الشعبوية لدعم  القادة المحليين. ارتبط هذا النوع من البروباغندا بشكل خاص بثورة هوغو تشافيز البوليفارية، والتي استخدمت الحجج العاطفية لجذب الانتباه، واستغلال مخاوف السكان (سواء كانت حقيقية أو متخيلة)، وخلق أعداء خارجيين لأغراض شخصية، وإنتاج القومية داخل الدولة، ما تسبب في مشاعر الخيانة لدعم المعارضة. ذكرت إحدى المجلات أنه عندما بدأ تشافيز بتحويل فنزويلا إلى دولة اشتراكية، كان للبروباغندا دور مهم في الحفاظ على مؤيدي الحكومة. تُشاهد صور تشافيز على جوانب المباني وعلى القمصان القطنية وعلى سيارات الإسعاف وعلى اللوحات الإعلانية في جميع أنحاء فنزويلا. ذكرت مقالة نشرتها صحيفة نيويورك تايمز في عام 2011 أن فنزويلا لديها عقدة دعاية حكومية واسعة بينما وصفت صحيفة بوسطن غلوب تشافيز بأنه خبير إعلامي، وداعي تفكير تقدمي وأنه يمتلك القوى للتأثير على الرأي العام.
واصل خليفة تشافيز، نيكولاس مادورو، استخدام البث الإجباري على التلفزيون. في بعض الحالات، قارن تشافيز بالشخصيات المقدسة. أصبح مادورو لا يحظى بشعبية كبيرة بين الفنزويليين، خاصة خلال الاحتجاجات الفنزويلية. صرح الكاتب ألبرتو باريرا تيسكا أن المواطنين الذين يشاهدون دعاية الدولة يرون المسؤولين على أنهم فاسدين بشكل كبير، الأمر الذي يسيء إلى فقر الفنزويليين ويضر بصورة الحكومة، إذ يعاني أغلب الفنزويليين من سوء تغذية في ظل حكومة مادورو.

## الخلفية
يشير مصطلح الثورة البوليفارية إلى نظام حكم جديد يتجنب نفوذ الولايات المتحدة، استنادًا إلى رؤية سيمون بوليفار لأمريكا الجنوبية الموحدة بقيادة زعيم قوي لكن عطوف. يعد القائد مسؤولًا عن تحويل الجيش إلى الجزء المسلح من الثورة القومية وتجنيد الفقراء كقاعدة دعم لها. بعد أشهر من انتخابه في عام 1999، وعد هوغو تشافيز بإحداث تغيير جذري في فنزويلا من خلال الثورة البوليفارية ما أدى إلى إعادة تعريف كامل لعلاقة نظام الإعلام الجماهيري بمجال السلطة السياسية وخارجها مع الدولة نفسها التي تعد مراقب ووكيل منظم في المجتمع.
أصبحت الديمقراطية التشاركية أساس إدارة هوغو تشافيز، إذ استخدم تشافيز البطل القومي سيمون بوليفار لإضفاء الشرعية على موقفه السياسي. ووفقًا لكارول، فإن وسائل الإعلام قد ساعدت القائد على الفوز في انتخابات متتالية وتحويل إدارته إلى ما أسماه بالثورة البوليفارية.
تحققت شعبية تشافيز لاحقًا من خلال استغلال الشرعية الكاريزمية ثم وضع برنامج دعاية لتحقيق الديمقراطية التشاركية، وتقوية موقفه السياسي بالإضافة إلى قاعدة سلطته. قال دوغلاس شوين في كتابه إن تشافيز قد روّج لرسالته الشعبوية من خلال البرامج والتشريعات بما في ذلك الفرع المخلص من الأساقفة في الكنيسة الكاثوليكية وتغيير القوانين لمطالبة المواطنين بالإبلاغ عن الخائنين منهم.

## التمويل
في عام 2002، وقعت الحكومة الفنزويلية عقدًا بقيمة 1.2 مليون دولار مع شركة اللوبي باتون بوغز لتحسين صورة هوغو تشافيز في الولايات المتحدة. في عام 2004، قُدّر أن تمويل الحكومة الفنزويلية للدعاية كان 30 ألف دولار إلى نحو مليون دولار بشكل يومي للدعاية المحلية والدولية.
استُخدمت 65% من أموال وزارة الاتصالات والمعلومات الفنزويلية في البروباغندا الرسمية في عام 2014. وبلغت الأموال المخصصة لوزارة الاتصالات والمعلومات الفنزويلية أكثر من 500 مليون بوليفار فنزويلي، قُسّمت هذه الأموال بين مؤسسات إعلامية حكومية منفصلة.
بالنسبة لميزانية الحكومة الفنزويلية لعام 2015، خصصت الحكومة الفنزويلية 1.8 مليار بوليفار للترويج للإنجازات المفترضة التي حققتها حكومة نيكولاس مادورو، والتي كانت أكثر من 1.3 مليار بوليفار التي حددتها وزارة الداخلية والعدل والسلام للسلامة العامة من بلدية ليبرتادور البوليفارية وهي أكثر البلدات الفنزويلية اكتظاظًا بالسكان. زاد تمويل البروباغندا المحلية بنسبة 139.3% في ميزانية 2015 مع 73.7% من ميزانية وزارة الاتصالات والإعلام ما أدى إلى التنازل عن البروباغندا الرسمية. مع ميزانية 2015، قد تصل المدفوعات لوسائل الإعلام الحكومية إلى نحو 3.61 مليار بوليفار سنويًا.

## المنظمات الحكومية والسياسية

### الحكومة البوليفارية في فنزويلا

#### وزارة الحكومة الشعبية للاتصالات والمعلومات
وفقًا لصحيفة إل ناسيونال، استخدمت وزارة الحكومة الشعبية للاتصالات والمعلومات التابعة للحكومة الفنزويلية غالبية ميزانيتها لعام 2014 من أجل البروباغندا الرسمية. وفقًا لمحلل الاتصالات السياسية، أوزوالدو راميريز، كانت وظيفة الوزارة دعم البروباغندا خلال رئاسة مادورو بسبب شعبيته المنخفضة. صرح نائب رئيس الجمعية الوطنية للصحفيين، نيكاري غونزاليس، أن الوزارة لا تزال مع البروباغندا السياسية التي تفضل الحزب الاشتراكي الموحد.

### الحزب الاشتراكي الموحد الفنزويلي
الحزب الاشتراكي الموحد الفنزويلي، هو الحزب السياسي الحاكم للحكومة الفنزويلية والذي أُسس من اندماج الأحزاب المؤيدة للثورة البوليفارية والأحزاب الموالية لتشافيز. استخدم الحزب الاشتراكي الفنزويلي الموحد البروباغندا للتأثير في دعم الثورة البوليفارية. وفقًا لجامعة لا سابانا: منذ وصولها إلى السلطة، كرست حكومة حركة الجمهورية الخامسة، ما يعرف اليوم بالحزب الاشتراكي الموحد الفنزويلي، معظم طاقاتها لتحقيق ثلاثة أهداف أساسية  فيما يتعلق بالاتصالات، إنشاء إطار تنظيمي واحد للتحكم في جميع الوسائط السمعية والبصرية والإلكترونية؛ التوسع في وسائل الإعلام المجتمعية البديلة، وكذلك العامة، مسبوقًا باستثمار اقتصادي قوي من أجل تحسين تشغيل هذه الوسائط  من خلال التدريب، وتوفير المعدات وتحسين البنية التحتية، وإنشاء هيئات مستقلة تركز على التحكم في المحتوى، والوصول إلى إدارة الدورات التدريبية وغيرها.

#### لجنة البروباغندا والتواصل للحزب الاشتراكي الموحد
في 27 أغسطس 2014، عُقد الاجتماع الأول للجنة البروباغندا والاتصال للحزب الاشتراكي الموحد. صرح رئيس اللجنة، إرنستو فيليغاس، أن اللجنة المعترف بها ستستمر في التواصل مثل القائد هوغو تشافيز، المحاور العظيم ليبقى معنا ولتبقى رسالته وعقيدته السياسية هي تقودنا وتدفعنا إلى المضي قدمًا معًا لقهر هذا الشعب الذي يبني الاشتراكية البوليفارية. أوضح فيليغاس كذلك أن اللجنة خططت لاستراتيجيات سوف تستند إلى المبادئ التوجيهية للسياسة الصادرة عن الحزب الاشتراكي الموحد الفنزويلي، وبحسب الحزب: سيعقد أعضاء اللجنة اجتماعات دورية وخاصة من أجل وضع خطط وتنفيذ إجراءات للدفاع عن الحقيقة وعرقلة الحرب التي شُنَّت ضد الثورة البوليفارية.

## وسائل الإعلام
نُشرت البروباغندا البوليفارية داخل فنزويلا وخارجها. أُعلن عن الثورة البوليفارية من خلال جميع المنافذ: التلفزيون والراديو والإنترنت (مع بعض مواقع الويب مثل حملة التضامن الفنزويلية) والمجلات (مثل تحيا فنزويلا) والصحف والجداريات واللوحات الإعلانية والتذكارات (القمصان والملصقات) والمدارس (من خلال خطط الدروس والكتب)، الأفلام، والسمفونيات والمهرجانات، ومركبات الخدمات العامة (مثل الحافلات وسيارات الإسعاف).